# Sinningia schiffneri
Sinningia schiffneri är en tvåhjärtbladig växtart som beskrevs av Karl Fritsch. Sinningia schiffneri ingår i släktet Sinningia och familjen Gesneriaceae. Inga underarter finns listade i Catalogue of Life.